# Вулпешешть
Вулпешешть, Вулпешешті (рум. Vulpășești) — село у повіті Нямц в Румунії. Входить до складу комуни Сагна.
Село розташоване на відстані 291 км на північ від Бухареста, 52 км на схід від П'ятра-Нямца, 45 км на південний захід від Ясс.

## Населення
За даними перепису населення 2002 року у селі проживали 877 осіб, з них 875 осіб (99,8%) румунів. Рідною мовою 876 осіб (99,9%) назвали румунську.